# Podlesie (Bukowno)
Podlesie – dawna wieś, od 1958 część Bukowna, w jego południowo-zachodniej części, w województwie małopolskim, w powiecie olkuskim.
Od średniowiecza Starczynów należał do dóbr olkuskich.
Do 1954 wieś w gminie Bolesław; w latach 1954–1957 w gromadzie Bukowno-Osiedle, składającej się z trzech sołectw – Starczynowa, Boru Biskupiego i Podlesia oraz przysiółków Polis i Podpolis. 
1 stycznia 1958 gromadę Bukowno-Osiedle zniesiono, nadając jej statusu osiedla, przez co Podlesie stało się formalnie częścią składową Bukowna, któremu nadano prawa miejskie 18 lipca 1962 z równoczesną zmianą nazwy na Bukowno.